# Peter Navarro
Peter Kent Navarro (Cambridge, 15 de julio de 1949) es un economista estadounidense que desde enero de 2025 es el consejero principal de comercio y fabricación del presidente de Estados Unidos, Donald Trump. Anteriormente trabajó en la primera administración Trump, primero como director del Consejo Nacional de Comercio de la Casa Blanca y después como director de la nueva Oficina de Política Comercial y Manufacturera.
Navarro es profesor emérito de ciencia económica y políticas públicas en la Escuela de Negocios Paul Merage de la Universidad de California en Irvine. Navarro se presentó sin éxito a las elecciones de San Diego (California) en cinco ocasiones. En enero de 2017, se incorporó a la primera administración Trump como asesor en materia de comercio. Como alto funcionario de la administración, Navarro animó al presidente Trump a aplicar políticas comerciales proteccionistas. Fue un funcionario clave detrás de la guerra comercial entre China y Estados Unidos y defensor de políticas de línea dura hacia China; fue sancionado por China después de dejar el cargo. Durante su último año en la administración Trump, Navarro participó en la respuesta de la administración ante la pandemia de COVID-19. También fue nombrado coordinador nacional de políticas relacionadas con la Ley de Producción para la Defensa en 2020. Al principio, emitió advertencias privadas dentro de la administración sobre la amenaza planteada por el virus, pero minimizó los riesgos en público. Se enfrentó públicamente a Anthony Fauci, director del Instituto Nacional de Alergias y Enfermedades Infecciosas, ya que Navarro abogaba por la hidroxicloroquina como tratamiento del COVID-19 y condenaba varias medidas de salud pública dirigidas a frenar la transmisión del virus.
Navarro trató de anular las elecciones presidenciales de 2020 y lanzó teorías conspirativas de fraude electoral y en febrero de 2022 fue citado a declarar dos veces por el Congreso. Navarro se negó a acudir y fue remitido al Departamento de Justicia. En 2022, un gran jurado le acusó de dos cargos de desacato al Congreso. En 2023, Navarro fue declarado culpable de ambos cargos y, en 2024, fue condenado a cuatro meses de cárcel, convirtiéndose en el primer exfuncionario de la Casa Blanca encarcelado por desacato al Congreso. En enero de 2025, fue nombrado consejero principal de comercio y fabricación del presidente Trump en su segundo mandato. Durante esta nueva administración Trump, Navarro se convirtió en un funcionario clave detrás de la imposición de aranceles a Canadá, China y México, así como de la política de «aranceles recíprocos» anunciada en abril.
Las opiniones de Navarro sobre el comercio se apartan significativamente de la corriente principal del pensamiento económico y son ampliamente consideradas marginales por otros economistas. Firme defensor de la reducción de los déficits comerciales de Estados Unidos, Navarro es bien conocido por sus opiniones de línea dura sobre China, describiendo al país como una amenaza existencial para Estados Unidos. Ha acusado a China de prácticas comerciales desleales y de manipulación de divisas y ha pedido políticas de mayor confrontación hacia el país asiático. Ha abogado por aumentar el tamaño del sector manufacturero estadounidense, establecer aranceles elevados y «repatriar las cadenas de suministro globales». También se opone frontalmente a los acuerdos de libre comercio. Navarro ha escrito libros como The Coming China Wars (2006) y Death by China (2011). En varios de sus libros, Navarro cita como fuente de información a un economista ficticio llamado «Ron Vara», anagrama de su nombre.

## Biografía

### Primeros años y formación
Navarro nació el 15 de julio de 1949 en Cambridge, Massachusetts. Su padre, Albert "Al" Navarro, saxofonista y clarinetista, lideró una house band. Después de que sus padres se divorciaran cuando él tenía 9 o 10 años, vivió con su madre, Evelyn Littlejohn, secretaria de Saks Fifth Avenue, en Palm Beach, Florida.  En su adolescencia vivió en Bethesda junto a su madre y hermano. Navarro estudió en el Bethesda-Chevy Chase High School.
Navarro fue a la Universidad Tufts gracias a una beca académica, graduándose en 1972 con una licenciatura en artes. Estuvo tres años en los Cuerpos de Paz, destinado en Tailandia. Realizó un Master en Administración pública por la Universidad de Harvard en 1979 y un doctorado en economía en esa universidad. Su tesis doctoral se tituló "Una investigación teórica y empírica de los motivos de la caridad corporativa".